# Szécsen Antal
Temerini gróf Szécsen Antal (Buda, 1819. október 17. – Aussee, Ausztria, 1896. augusztus 23.) konzervatív politikus, tárca nélküli miniszter, történész, az MTA tagja, 1889-től 1894-ig a Magyar Történelmi Társulat elnöke.

## Életpályája
Szécsen Miklós gróf, a magyar udvari kamara elnöke és Forgách Franciska grófnő fia, született 1819. október 17-én Budán. Tanulmányait ugyanitt, Pozsonyban és Bécsben végezte, majd hosszabb utazásokat tett külföldön: beutazta Franciaországot, Olaszországot, Németországot és Angliát. Hazatérve egy ideig Moson vármegyei aljegyző, később a magyar királyi udvari kancelláriánál titkár, 1843-tól mint a felsőház tagja, tevékeny részt vett ennek gyűlésein és 1846. november 12-én őrá bízták az új konzervatív párt programjának kifejtését; irodalmilag is működött pártja érdekében és szellemében. 1860. október 20-tól 1861 júliusáig tárca nélküli miniszter volt. 1870-71-ben Londonba, a pontusi konferenciára küldték ki, 1885-ben császári és királyi főudvarnaggyá (marshall) nevezték ki. A Magyar Tudományos Akadémia igazgató tanácsának 1866. január 21-én választották tagjává, 1877. május 14-én tiszteleti tag lett. A Kisfaludy Társaságnak rendes tagja volt 1877. január 31-től; a Magyar Történelmi Társulatnak is elnöke volt, melyről 1894. február 10-én lemondott, és az Akadémiából is kilépett a Kossuth-gyász elleni tiltakozásul. Aranygyapjas vitéz, a Szent István- és Lipót-rend középkeresztese és pozsegai főispáni helytartó is volt. 1896. augusztus 23-án Ausseeban halt meg.

## Családja
Ernestine von Lamberg grófnőt (1829-1874) vette nőül, akinek a szülei gróf Lamberg Ferenc Fülöp (1791–1848) császári és királyi altábornagy és gróf Hoyos Karolina (1811–1875) voltak. Négy gyermekük született:
- Ernesztina Jozefina (1856-1937)
- Miklós Antal Ferenc Miksa Virgil (1857-1926) diplomata, nagykövet; neje: zabolai gróf Mikes Johanna (1866-1930)
- Mária Terézia (1861-1944)
- Terézia Antónia (1863-1946)

## Munkái
- Politische Fragen der Gegenwart. Wien, 1851.
- Tanulmányok. Kiadta a Kisfaludy-Társaság. Bpest, 1881.
- Az erdélyi történet és történetírás jelentősége... elnöki megnyitó beszéde a m. történeti társulatnak Déván, 1887. júl. 21. tartott vidéki nagygyűlésén. Bpest, 1887.